# Siemianówka (gromada)
Siemianówka – dawna gromada, czyli najmniejsza jednostka podziału terytorialnego Polskiej Rzeczypospolitej Ludowej w latach 1954–1972.
Gromady, z gromadzkimi radami narodowymi (GRN) jako organami władzy najniższego stopnia na wsi, funkcjonowały od reformy reorganizującej administrację wiejską przeprowadzonej jesienią 1954 do momentu ich zniesienia z dniem 1 stycznia 1973, tym samym wypierając organizację gminną w latach 1954–1972.
Gromadę Siemianówka z siedzibą GRN w Siemianówce utworzono – jako jedną z 8759 gromad – w powiecie hajnowskim w woj. białostockim, na mocy uchwały nr 16/V WRN w Białymstoku z dnia 4 października 1954. W skład jednostki weszły obszary dotychczasowych gromad Pasieki i Siemianówka ze zniesionej gminy Narewka w tymże powiecie. Dla gromady ustalono 11 członków gromadzkiej rady narodowej.
31 grudnia 1959 do gromady Siemianówka przyłączono obszar zniesionej gromady Łuka.
Gromadę Siemianówka zniesiono 1 stycznia 1972, a jej obszar włączono do gromad Narewka (wsie Babia Góra, Pasieki, Siemianówka i Siemieniakowszczyzna) i Stare Lewkowo (wsie Łuka, Słobódka i Tarnopol).